# Don Megson
Don Megson (Cheshire, Inglaterra; 12 de junio de 1936-marzo de 2023) fue un futbolista y entrenador de fútbol británico que jugó en la posición de defensa.

## Carrera

### Club
| Periodo   | Club                   | Apariciones | Goles |
| --------- | ---------------------- | ----------- | ----- |
| 1952      | Mossley AFC            | 2           | 0     |
| 1959-1969 | Sheffield Wednesday FC | 386         | 6     |
| 1969–1971 | Bristol Rovers FC      | 31          | 1     |

### Entrenador
| Periodo   | Club                    |
| --------- | ----------------------- |
| 1972–1977 | Bristol Rovers FC       |
| 1978–1980 | Portland Timbers (NASL) |
| 1983      | AFC Bournemouth         |

## Logros
- Gloucestershire Cup (2): 1973-74, 1974-75
- Watney Cup (1): 1972

## Tras el retiro
Trabajó como buscador de jugadores para el Bolton Wanderers FC. Sus hijos Neil y Gary también fueron futbolistas y entrenadores de fútbol. En octubre de 2014 publica su autobiografía "Don Megson: A Life in Football".